# William Clarence-Smith
William Gervase Clarence-Smith é professor de História Econômica da Ásia e da África na SOAS, Universidade de Londres. Ele recebeu um MA de Cambridge, um DipPol da Universidade de Paris e um Ph.D. da Universidade de Londres.

## Publicações
- The Economics of the Indian Ocean Slave Trade in the Nineteenth Century, ISBN 978-1138968318[2]
- The Economics of the Indian Ocean and Red Sea Slave Trades in the 19th Century: An Overview[3]
- Cocoa and Chocolate 1765-1914 (2000, Routledge, ISBN 0415215765)
- The global coffee economy in Africa, Asia and Latin America, 1500-1989 (2003, ed. com S. Topik, Cambridge University Press, ISBN 9780521818513)
- Islam and the Abolition of Slavery (2003, Hurst & co, ISBN 1850657084)
- Sexual Diversity in Asia, c. 600 - 1950 (2012, ed. com Raquel A.G. Reyes, Routledge, ISBN 9780415600590)
- Female circumcision in Southeast Asia since the coming of Islam, ISBN 978-1-61168-280-9[4]
- The Third Portuguese Empire, 1825-1975, ISBN 978-0-7190-1719-3[5]